# Tedros Adhanom
Tedros Adhanom Ghebreyesus (Ge'ez: ቴዎድሮስ አድሓኖም ገብረኢየሱስ; nascut el 3 de març de 1965) és un investigador i oficial etíop de la salut pública que ha ocupat el càrrec de director general de l'Organització Mundial de la Salut. Tedros és el primer no metge i primer africà en el paper, que ha estat avalat per la Unió Africana. Ha ocupat dos càrrecs d'alt nivell al govern d'Etiòpia: ministre de Salut de 2005 a 2012 i ministre d'Afers Exteriors de 2012 a 2016.
És investigador sobre la malària i té un doctorat de la Universitat de Nottingham en salut comunitària. Va liderar l'organització The Global Fund, que tenia l'objectiu de recaptar i distribuir fons per lluitar contra la sida, la malària i la tuberculosi.

## Biografia
Tedros Adhanom va néixer el 3 de març de 1965 a Asmara, avui capital d'Eritrea (independent d'Etiòpia des de 1993). Quan era un nen, el seu germà de cinc anys va morir per una malaltia que ell considerava que s'hauria pogut prevenir en cas d'haver tingut un accés adequat a cobertura mèdica. Va estudiar Biologia a la Universitat d'Asmara i, després de graduar-se l'any 1986, va entrar a treballar al Ministeri de Salut del Derg. Després de la caiguda de Mengistu Haile Mariam va fer un mestratge en Immunologia de malalties infeccioses a la London School of Hygiene and Tropical Medicine. L'any 2000 va acabar un doctorat a la Universitat de Nottingham amb una tesi sobre els efectes de les preses en la transmissió de la malària al nord d'Etiòpia. La seva investigació va ser publicada al British Medical Journal i li va valer el reconeixement de «Jove investigador de l'any» atorgat per la Societat Nord-Americana de Medicina Tropical i Higiene.
L'any 2001 va ser designat com a director de l'Oficina de Salut de la regió de Tigre i el 2003 com a viceministre de Salut. Dos anys més tard, el 2005, el primer ministre Meles Zenawi el va nomenar Ministre de Salut. L'any 2009 va ser escollit president de The Global Fund, un fons que busca finançar la lluita contra la sida, la tuberculosi i la malària. El 2011 va rebre el Premi Jimmy and Rosalynn Carter per les seves aportacions a la millora de la salut pública al seu país. Es va destacar que amb la seva gestió es va ampliar la cobertura de salut, amb un augment de personal i una major infraestructura, fet que va possibilitar una baixada en les xifres de morts per malària i VIH.
L'any 2012 va deixar el càrrec al ministeri de Salut per liderar la cartera d'Afers Exteriors al govern de Hailemariam Desalegne. En aquest lloc va treballar per a la realització de l'Agenda d'Acció d'Addis Abeba, un compromís de 193 països sobre el finançament per complir els Objectius de Desenvolupament Sostenible de les Nacions Unides.
El 2016, el govern de Hailemariam Desalegne el va proposar com a candidat a liderar l'Organització Mundial de la Salut, amb l'aval de la Unió Africana. La seva candidatura va causar controvèrsia perquè es tractava de la proposta d'un govern amb acusacions de pràctiques autoritàries (fet que havia senyalat, entre d'altres, Human Rights Watch) i per l'acusació en particular sobre Adhanom d'ocultar epidèmies de còlera durant el seu mandat com a ministre de Salut. Tot i això, Adhanom va rebutjar l'acusació i va rebre suports per "haver transformat el sistema de salut del seu país". Alhora, diversos partits etíops van rebutjar la candidatura de Tedros Adhanom per la seva carrera al Front Popular d'Alliberament de Tigre, d'ideologia marxista. Finalment, va ser escollit el maig de 2017 i va començar el seu mandat al juliol per un període de cinc anys. Va prometre treballar per millorar les respostes de l'OMS davant d'emergències sanitàries i aconseguir "una cobertura universal".
A principis de 2020 va supervisar el control de la pandèmia de COVID-19. El gener d'aquell any, Tedros es va reunir amb líders xinesos, inclòs el ministre d'Afers Exteriors, Wang Yi, i el President de la República Popular de la Xina, Xi Jinping, amb relació a la pandèmia. El 23 de gener, un comitè d'emergència de la OMS va decidir no declarar una emergència de salut pública d'importància internacional (PHEIC, per les sigles en anglès). Finalment, el 31 de gener de 2020, l'OMS va declarar el brot de COVID-19 com a PHEIC. Durant la primera setmana de febrer, Tedros, amb relació a les restriccions de viatges arreu del món, va declarar que no era necessari que el món prengués mesures que "interfereixin innecessàriament amb els viatges i el comerç internacional". L'11 de març de 2020, l'OMS va declarar que la COVID-19 era una pandèmia. En aquest moment, Tedros va comentar que "estem profundament preocupats tant pels nivells alarmants de propagació i gravetat com pels nivells alarmants d'innacció. Per tant, hem avaluat que la COVID-19 es pot caracteritzar com una pandèmia".
Durant la pandèmia de COVID-19, alguns experts en salut pública van acusar Tedros d'actuar amb lentitud per aturar l'epidèmia i de tenir una relació massa estreta amb el govern de la Xina. Tot i això, manté contactes rellevants amb els Estats Units, en concret amb Bill i Melinda Gates, amb l'Institut Aspen i amb l'Escola de Salut Pública de Harvard.